# Кумуз
Кумуз, Хомус или Агач-кумуз (кум. Къумуз, кум. Хомус или кум. Агъач-къумуз) — традиционный трёхструнный (реже двухструнный) щипковый музыкальный инструмент у кумыков. Агъач в переводе с кумыкского на русский язык означает дерево.

## Описание
Ученые заметили сходство по названию с киргизским комузом, но заметили, что кумуз, возможно, более тесно связан с другими музыкальными инструментами Кавказа. Встречается также вариант написания хомус. Агач-кумуз у кумыков, как и у всех остальных тюрков, является древнейшим музыкальным инструментом. Имеет узкий деревянный долблёный совкообразный корпус с трезубцем внизу и плоской деревянной декой, небольшую шейку с 5-7 врезанными ладами и слегка отогнутую головку. Общая длина агач-кумуза 90-100 сантиметров. Струны металлические, жильные или шёлковые. В 1930-х годы Агач-кумуз был усовершенствован К. Мамедовым. Агач-кумуз его конструкции снабжён 14-18 ладами, имеет хроматический звукоряд в объёме 2 октав, для извлечения звука применяется кожаный плектр. Чаще всего его изготавливают из орехового или тутового дерева.  Агач-кумуз сделанный из ореха будет играть громче, чем такой же сделанный из липы. Обычно это трёхструнный щипковый инструмент, но встречается и двухструнный. Наигрыши на агач-кумузе представляет собой бурдонирующее двуголосие. У кумыков агач-кумуз используется как солирующий, так и аккомпанирующий инструмент. Как правило, он сопровождает мужское сольное и ансамблевое пение. Реже сопровождает свое пение агач-кумузом женщина. В наше время искусство игры на агач-кумузе у кумыков приходит в упадок.

## Известные исполнители
- Ирчи Казак[8]
- Магомедов, Дадав[9]